# نوبوخارو آساهارا
نوبوخارو آساهارا (انگلیسی: Nobuharu Asahara؛ زادهٔ ۲۱ ژوئن ۱۹۷۲) دونده، و ورزشکار دو و میدانی اهل ژاپن است.